# Мацов
Мацов (слч. Macov, мађ. Macháza) насељено је мјесто са административним статусом сеоске општине (слч. obec) у округу Дунајска Стреда, у Трнавском крају, Словачка Република.

## Становништво
| Година:    | 1994. | 2004.    | 2014.    | 2024.    |
| ---------- | ----- | -------- | -------- | -------- |
| Број људи: | 156   | 176      | 287      | 504      |
| Разлика:   |       | +12,82 % | +63,06 % | +75,60 % |

| Година:    | 2023. | 2024.   |
| ---------- | ----- | ------- |
| Број људи: | 492   | 504     |
| Разлика:   |       | +2,43 % |

Према подацима о броју становника из 2011. године насеље је имало 247 становника.